# Communauté de communes du Taravu
Die Communauté de communes du Taravu ist ein ehemaliger französischer Gemeindeverband mit der Rechtsform einer Communauté de communes im Département Corse-du-Sud in der Region Korsika. Sie wurde am 26. Dezember 1996 gegründet und umfasste 19 Gemeinden. Der Verwaltungssitz befand sich im Ort Petreto-Bicchisano.

## Historische Entwicklung
Mit Wirkung vom 1. Januar 2017 wurde der Gemeindeverband aufgelöst und seine Mitgliedsgemeinden auf die Communauté de communes du Sartenais Valinco und die Communauté de communes de la Pieve de l’Ornano et du Taravo aufgeteilt.

## Ehemalige Mitgliedsgemeinden
1. Argiusta-Moriccio
2. Casalabriva
3. Ciamannacce
4. Corrano
5. Cozzano
6. Forciolo
7. Guitera-les-Bains
8. Moca-Croce
9. Olivese
10. Palneca
11. Petreto-Bicchisano
12. Pila-Canale
13. Sampolo
14. Serra-di-Ferro
15. Sollacaro
16. Tasso
17. Zévaco
18. Zicavo
19. Zigliara